# Jorge Franco

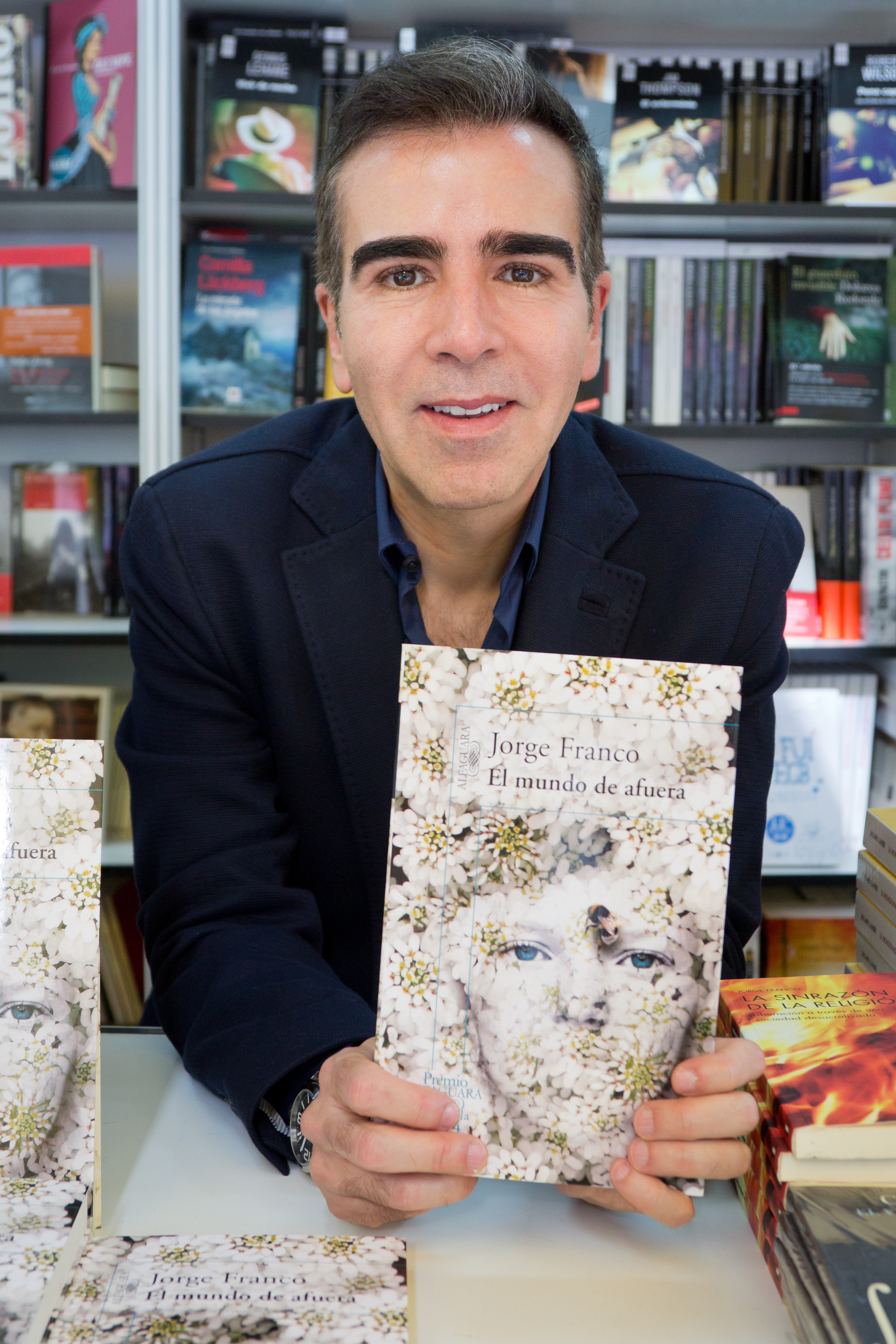
Jorge Franco (Madryt 2014)

Jorge Franco Ramos (ur. 1962 w Medellín) – kolumbijski pisarz.
Studiował literaturę na Pontificia Universidad Javeriana w Bogocie oraz reżyserię w London International Film School. Jego książki wielokrotnie były nagradzane – za Maldito amor otrzymał Narrativa Nacional Pedro Gómez Valderrama, a Mala Noche została uhonorowana  Competencia Nacional Ciudad de Pereira. Największe uznanie przyniosła mu jednak powieść Rosario Tijeras (1999). Tytułowa Rosario jest zabójczynią związaną z narkotykowym kartelem z Medellín, akcja utworu rozgrywa się pod koniec lat 80. Książka odniosła ogromny sukces komercyjny, została także sfilmowana. W 2005 ukazała się w Polsce. Druga z powieści  przełożonych na polski, Paraiso Travel, opowiada o nielegalnych emigrantach próbujących dostać się do Stanów Zjednoczonych.

## Publikacje
- Rosario Tijeras (Rosario Tijeras 1999)
- Paraiso Travel (Paraiso Travel 2002)
- Dzika bestia (Mundo de afuera 2016)